# Mononegavirales
Mononegavirales (do grego: mono, único; + nega, relativo ao RNA anti-sentido + do latim: virales, relativo a vírus) é uma ordem de vírus segundo a classificação taxonômica da ICTV. Na classificação de Baltimore as famílias desta ordem pertencem a classe V: (-)ssRNA virus. Compreende vírus não-segmentados e de RNA anti-sentido de cadeia simples.